# 克萊德鎮區 (北卡羅萊納州海伍德縣)
克萊德鎮區（英語：Clyde Township）是位於美國北卡羅萊納州海伍德縣的一個鎮區。

## 地方資料
克萊德鎮區的面積為38.33平方千米，皆為陸地。根據2020年美國人口普查的數據，當地共有人口6500人，而人口密度為每平方千米169.58人。